# Heterosminthurus novemlineatus
Heterosminthurus novemlineatus är en urinsektsart som först beskrevs av Tycho Fredrik Hugo Tullberg 1871.  Heterosminthurus novemlineatus ingår i släktet Heterosminthurus, och familjen Bourletiellidae. Arten är reproducerande i Sverige.